# Міра
«Міра» (рус. Мера) — шестой студийный альбом группы «Океан Ельзи», выпущенный 25 апреля 2007 года лейблом Moon Records в Киеве.
Во время презентации альбома группа объявила о своём роспуске. Летом 2007 успешно прошёл прощальный тур по Украине в поддержку альбома «Міра», который начался и завершился в киевском Дворце спорта.
На песни «Зелені очі» и «Все буде добре» сняты клипы.
Борис Барабанов отметил высокий профессиональный уровень «Океана Эльзы», сравнив его с уровнем российских групп не в пользу последних, однако посетовал на отсутствия на диске хита, который сделал бы его выход событием.

## Список композиций
1. Міра (4:02) — (рус. Мера)
2. День у день (2:55) — (рус. День за днём)
3. Хочу напитись тобою (3:41) — (рус. Хочу напиться тобой)
4. Пташка (2:44) — (рус. Птичка)
5. Зелені очі (4:08) — (рус. Зелёные глаза)
6. Коли тобі важко (3:53) — (рус. Когда тебе тяжело)
7. Як довго (3:03) — (рус. Как долго)
8. Не можу без тебе (2:35) — (рус. Не могу без тебя)
9. Лелеки (4:05) — (рус. Аисты)
10. Ночі і дні (3:02) — (рус. Ночи и дни)
11. Все буде добре (3:11) — (рус. Всё будет хорошо)
12. Моя мала (3:39) — (рус. Моя маленькая)

## Музыканты
- Святослав Вакарчук — вокал
- Петр Чернявский — гитара, акустическая гитара, ситар, бэк-вокал
- Денис Дудко — бас-гитара, бэк-вокал
- Милош Елич — рояль, синтезаторы, электропиано, орган, бэк-вокал
- Денис Глинин — барабаны, перкуссия

Приглашенные музыканты
- Виталий Телезин — синтезатор, перкуссия, tubular bell
- Вадим Никитан — труба
- Олег Шеремета — флейта
- Киевский филармонический оркестр